# Falko Feldmann
Falko Feldmann (* 31. Mai 1959 in Goslar) ist ein deutscher Biologe und Phytomediziner. Im Julius Kühn-Institut (JKI) war er bis 2019 Koordinator für Belange der Genehmigung und Zulassung von Pflanzenschutzwirkstoffen und -mitteln, einschließlich der internationalen Zusammenarbeit in Fragen der europäischen Pflanzenschutzgesetzgebung. Heute ist er für die Querschnittsaufgabe „Urbanes Grün“ des JKI zuständig.
Gleichzeitig amtierte er 2003–2022 als Geschäftsführer der Deutschen Phytomedizinischen Gesellschaft e.V. (DPG) und war in Pflanzenschutz-relevante Verbände und Gremien eingebunden. Für sein internationales Engagement wurde er u. a. mit den Ehrenmedaillen der Tschechischen Phytomedizinischen Gesellschaft (CSR) und Slowakischen Phytomedizinischen Gesellschaft (SRS) ausgezeichnet. Ehrenamtlich engagiert er sich in der Lebenshilfe Braunschweig e.V. für die Inklusion von Menschen mit Beeinträchtigungen und ist am Aufbau des Ludwigsgartens Braunschweig beteiligt. Darüber hinaus entwickelt er für den Verein Löwe für Löwe e.V. die Pflanzenbausysteme für das Moringa Start-up and Innovation Centre in Waterloo, Sierra Leone.

## Leben und Wirken
Feldmann studierte an der Technischen Universität Braunschweig Biologie mit Diplom in Botanik, Zoologie, Mikrobiologie und Bodenkunde. Die bereits in der Diplomarbeit ausgewiesene Expertise zu Mykorrhiza-Pilzen wurde durch einen Forschungsaufenthalt in Gainesville (Florida), an der Universidade Federal de Viçosa, Brasilien, und am damaligen Kautschukforschungszentrum der EMBRAPA, Manaus, im Amazonasgebiet in Brasilien weiter vertieft. Mit seiner Dissertation: The Mycorrhiza of the rubber tree Hevea spec. Müell. Arg.: Occurrence at natural sites and in plantations, effect on resistance reaction and utilization in plantations wurde er 1991 an der Universität Braunschweig zum Dr. rer. nat. promoviert.
Von 1991 bis 1996 war er als C1-Professor am Institut für Angewandte Botanik der Universität Hamburg und als Koordinator eines deutsch-brasilianischen Projektes zur Rekultivierung aufgelassener Produktionsstandorte im Amazonasgebietes tätig. Gleichzeitig entwickelte er in seiner Gruppe die biotechnischen Voraussetzungen zum erfolgreichen Inokulumeinsatz von Mykorrhiza-Pilzen im Gartenbau Europas weiter.
Von 1996 bis 2001 war er Wissenschaftler am Institut für Pflanzenkultur in Solkau und an einer Reihe von Forschungsprojekten beteiligt, z. B. zur anwendungsorientierten Produktion und praktischen Nutzung von Mykorrhizapilzen im Pflanzenbau, zur Fasernesselproduktion, in vitro Produktion von Gehölzen oder der Inkulturnahme bedrohter Arzneipflanzen.
Im Jahr 2001 trat Feldmann in das heutige Institut für Pflanzenschutz im Gartenbau und Forst des Julius Kühn-Institutes in Braunschweig ein und arbeitete dort als Wissenschaftler zunächst in der Ressortforschung des BMEL, später in der Koordinierung der Bewertung und Registrierung von Pflanzenschutzmitteln und -wirkstoffen und ihrer Alternativen. Er war hier ebenfalls verantwortlich für Fragen der Zertifizierung von Produktionsprozessen in Gartenbau und Landwirtschaft und der Agrarethik. Seit 2019 ist Feldmann in das Arbeitsgebiet Urbaner Gartenbau/Urbanes Grün des Julius Kühn-Institutes gewechselt. Dort ist er verantwortlich für die Begleitung der Umsetzung des Weißbuches Stadtgrün der Bundesregierung durch das JKI. Diese beratende Tätigkeit wird durch eigene transdisziplinäre Forschung ergänzt.
Parallel war Feldmann 2003–2022 Geschäftsführer der Deutschen Phytomedizinischen Gesellschaft e.V. Er veranstaltete zahlreiche Tagungen im Gesamtbereich der Phytomedizin – in der Regel gemeinsam mit verschiedenen Partnern der DPG wie z. B. dem JKI und der Humboldt-Universität. Zu den regelmäßigen Tagungen gehörten das Symposien Plant Protection and Plant Health International (PPPHI), die Urbane Pflanzen Konferenzen (UPC), Insektenkonferenzen (IKON), das Reinhardsbrunn-Symposium oder die internationale Deutsche Pflanzenschutztagung. Darüber hinaus wurden zahlreiche Tagungen zu Spezialthemen und Arbeitskreise der DPG unterstützt. Er war Verlagsleiter des DPG-Verlages Braunschweig (Herausgabe der Phytomedizin und des Spectrum Phytomedizin) und Chef-Editor des Journal of Plant Diseases and Protection.
Seine wissenschaftliche Leistung besteht in der erstmaligen quantitativ-genetischen Beschreibung der Linien-inhärenten Variabilität der Wirksamkeit von Mykorrhizapilzinokulum und der Entwicklung einer Methode zur Steuerung selektionsbedingter Wirksamkeitsverluste im Zuge der Pilzvermehrung (Directed Inoculum Production Process, DIPP). Darüber hinaus stellte er die Schlüsselfunktion arbuskulärer Mykorrhizasymbiosen bei der Rekultivierung degradierter Standorte auf den tropischen Böden des Amazonasgebietes heraus. Seine Methode könnte zur nachhaltigen Wiederinkulturnahme aufgegebener Flächen genutzt werden und damit einen entscheidenden Beitrag zur Vermeidung weiterer Abholzung leisten.
Seine organisatorischen Anstrengungen beim Networking für die Deutsche Phytomedizinische Gesellschaft e.V., sind ausgerichtet auf die interdisziplinäre und transdisziplinäre Integration unterschiedlichster phytomedizinischer Themenfelder für die Wissenschaft, Beratung und pflanzenbauliche Praxis.
Im sozialen Bereich liegt Feldmanns Schwerpunkt auf der praktischen Darstellung von inklusionsfördernden Kontaktzonen zwischen Menschen mit und ohne Beeinträchtigungen. Dazu setzt er insbesondere auf die kulturfördernden Eigenschaften von Gemeinschaftsgärten.

## Engagements (Auswahl)
- Mitwirkung an der Erarbeitung nationaler und internationaler Regelungen, Leitlinien und Normen, insbesondere auch bei der Harmonisierung der Pflanzenbau Richtlinien in der Europäischen Union
- Entwicklung von Qualitätskontrollsystemen für den Pflanzenbau als Grundlage eines Agrar-Ethikmanagements
- Integration biologischer Pflanzenschutzverfahren sowie anderer Alternativen zu Pflanzenschutzmitteln in Pflanzenschutzkonzepte des Gartenbaus (incl. Deutscher Repräsentant für Mykorrhizatechnologie im Managementkomitee der COST Action 870, Beteiligung an FA 1103)
- Koordination kooperativer Forschungsprojekte mit ausländischen Partnern im Bereich Integrierter Pflanzenschutz und Symbiosen
- Beratungstätigkeit als Kurzzeitexperte für Anfragen aus dem In- und Ausland im Bereich Integrierter Pflanzenschutz (incl. Forschungs- oder Twinnig-Projekte), Zertifizierung und Zulassung von Pflanzenschutzmitteln
- Veranstaltung zahlreicher Tagungen im Gesamtbereich der Phytomedizin in der Regel gemeinsam mit verschiedenen Partnern der DPG wie z. B. dem JKI, der Universität Hohenheim und der Humboldt-Universität. Zu den regelmäßigen Tagungen gehören insbesondere das Symposium Plant Protection and Plant Health International (PPPHI), die Urbanen Pflanzen Konferenzen (UPC), die Insektenkonferenzen, das Renhardsbrunn-Symposium oder die internationale Deutsche Pflanzenschutztagung. Darüber hinaus werden Tagungen zu Spezialthemen unterstützt.
- Ehrenamtliche Tätigkeit im Bereich der Inklusion von Menschen mit Beeinträchtigungen am Runden Tisch Gemeinsam in Braunschweig und anderen lokalen Gremien in Braunschweig.
- Anlässlich der Mitgliederversammlung der DPG 2018 an der Universität Hohenheim wurde er zusammen mit Volker Zinkernagel für das internationale Engagement mit der slowakischen Ehrenmedaille der Slowakischen Phytomedizinischen Gesellschaft ausgezeichnet.

## Mitgliedschaften (Auswahl)
- Deutsche Phytomedizinische Gesellschaft e.V. (DPG): Mitglied seit 1986, Vorstandsmitglied & Geschäftsführer 2003–2022, Arbeitskreisleiter der DPG Arbeitskreise Mikrobielle Symbiosen bis 2012, aktueller Arbeitskreisleiter Phytomedizin im urbanen Grün und Phytomedizin in den Tropen und Subtropen (seit 2009)
- Arbeitsgemeinschaft für Tropische und Subtropische Agrarforschung (ATSAF): Mitglied seit 1998, Sektionsleiter „Biotic Stresses“ auf dem Tropentag
- International Association for the Plant Protection Sciences (IAPPS): Mitglied 2012–2019, Congress Managing Director International Plant Protection Congress 2015
- Lebenshilfe Braunschweig e.V.: Mitglied seit 2009, Erweiterter Vorstand 2014–2019.
- Runder Tisch Gemeinsam in Braunschweig: Mitglied seit 1991, Sprecher in der AG Inklusion der Stadt Braunschweig 2013–2019
- Behindertenbeirat Braunschweig e.V. (BBS), Mitglied seit 1998
- Wissenschaftlicher Berater bei Löwe für Löwe e.V. Braunschweig seit 2016
- Petrarca e.V. in der Deutschen Arbeitsgemeinschaft für Soziale Landwirtschaft, Mitglied seit 2016

## Publikationen (Auswahl)
- Integrierter Pflanzenbau – ein zukunftsfähiges Konzept für nachhaltiges Handeln in der Pflanzenproduktion. In: U. Meier (Hrsg.): Agrarethik. Agrimedia. 2012, ISBN 978-3-86263-078-3, S. 191–210.
- mit C. Grotkass: Directed inoculum production – shall we be able to design AMF populations to achieve predictable symbiotic effectiveness? In: H. Gianinazzi, H. Schuepp, J. M. Barea, K. Haselwandter: Mycorrhiza Technology in Agriculture: from Genes to Bioproducts. Birkhäuser, 2002, S. 261–279.
- The Strain – Inherent Variability of Arbuscular Mycorrhizal Effectiveness: II. Effectiveness of single spores. In: Symbiosis. 25, 1998, S. 131–143.
- mit E. Idczak, G. Martins, J. Nunes, L. Gasparotto, H. Preisinger, V. H. F. Moraes und R. Lieberei: Recultivation of degraded, fallow lying areas in central Amazonia with equilibrated polycultures: Response of useful plants to inoculation with VA-mycorrhizal fungi. In: Angewandte Botanik. 69, 1995, S. 111–118.
- Feldmann, Falko; Carstensen, Christian (2018): Efficacy and risks of “biorationals”. In JOURNAL OF PLANT DISEASES AND PROTECTION 125 (6), pp. 517–521. DOI:10.1007/s41348-018-0186-0.